# Anneliese Gerhards
Anneliese Gerhards (geb. Jansen; * 4. Juli 1935 in Oedt, Kreis Kempen-Krefeld) ist eine ehemalige deutsche Leichtathletin, die im Speerwurf dreimal an Olympischen Spielen teilnahm.

## Leben
Gerhards begann ihre sportliche Laufbahn im benachbarten Lobberich, zuerst beim Lobbericher SC 02, dann beim TV Lobberich. 1958 erreichte sie zum ersten Mal das Finale bei Deutschen Meisterschaften und belegte den fünften Platz. Bis 1974 erreichte sie siebzehnmal hintereinander das Meisterschaftsfinale und gewann sieben Titel.
Von 1960 bis 1972 startete sie bei 30 Wettkämpfen im deutschen Nationaltrikot. 1960 qualifizierte sie sich für die gesamtdeutsche Mannschaft bei den Olympischen Spielen in Rom, wo sie den elften Platz belegte. Zwei Jahre darauf verpasste sie als Vierte bei den Europameisterschaften 1962 mit 50,92 m um knapp einen Meter eine Medaille. Auch beim letzten Auftritt einer gesamtdeutschen Mannschaft 1964 in Tokio war Gerhards dabei und belegte mit 52,37 m den achten Platz.
Im April 1968 starb ihr Ehemann, der Mehrkämpfer Heinz-Willy Gerhards. Ab diesem Jahr startete die ausgebildete Sportlehrerin für TuS 04 Leverkusen. Nachdem sie 1971 ihren siebten deutschen Meistertitel gewonnen hatte, belegte sie bei den Europameisterschaften in Helsinki mit 55,98 m den fünften Platz. 1972 stellte sie mit 58,34 m ihre persönliche Bestleistung auf, bei den Olympischen Spielen in München erreichte sie mit 55,84 m den neunten Platz.

## Platzierungen bei deutschen Meisterschaften
- Platz 1: 1961, 1962, 1963, 1964, 1965, 1966, 1971
- Platz 2: 1960, 1970, 1972
- Platz 3: 1967, 1974
- Platz 5: 1958, 1969, 1973
- Platz 6: 1959, 1968